# Chef de police
Chef de police, en anglais : Chief of police, est le titre donné à un fonctionnaire nommé ou élu dans la chaîne de commandement d'un service de police, en particulier en Amérique du Nord. Un chef de police peut également être connu sous le nom de police chief ou parfois simplement de chief, alors que certains pays privilégient d'autres titres comme commissioner ou chief constable. Un chef de police est nommé par un gouvernement national ou local et est responsable devant lui, à l'exception des shérifs élus aux États-Unis.

## Missions
Le rôle précis d'un chef de police varie selon les pays et parfois au sein d'un même pays. Plus une force ou un service de police est important, plus il est probable que certaines fonctions sont déléguées à des officiers de rang intermédiaire. La liste suivante donne une idée générale des actions et des responsabilités de tout chef de police.
- Surveillance du fonctionnement et du budget d'un service
- Contrôle des agents
  - Mesures disciplinaires limitées à prendre en cas d'infraction aux politiques, règles, règlements, lois ou ordonnances[1].
  - Révocation totale ou sanction lourde des fonctions de l'agent ; ces pouvoirs varient selon le service.
  - Promotion et classement des officiers.
- Production et développement des politiques et des règlements du département.
- Liaison avec les gouvernements qui supervisent et financent le ministère.
- Dans les petits services de police, entretien et mise à jour de l'équipement du service, tel que les véhicules de police, les armes, le matériel de communication et les uniformes[2].
- Dans les plus petits services de police, le chef peut également exercer les mêmes fonctions que les agents réguliers (patrouille, enquêtes, etc.).

Les chefs de police sont généralement des policiers assermentés, portent donc un uniforme de police et ont le pouvoir d'arrestation, bien qu'il y ait des exceptions. En pratique, leur travail est administratif dans tous les services de police, sauf les plus petits. Les rares occasions où les chefs de police procèdent à des arrestations ont fait l'objet d'une couverture médiatique.
En 2014, Bernard Hogan-Howe a poursuivi un groupe de fraudeurs et a procédé à une arrestation. Un chauffeur de taxi avait demandé l'aide de Bernard Hogan-Howe, ignorant qu'il était le directeur du Metropolitan Police Service,. En 2017, le chef du Los Angeles Police Department, Charlie Beck, arrête un policier soupçonné d'avoir commis une infraction sexuelle.

## Canada
Le Chief of police, en français : directeur, est le titre le plus courant pour l'officier le plus haut placé dans un service de police canadien. Les exceptions sont : la Gendarmerie royale du Canada (commissaire), la Police provinciale de l'Ontario (commissaire), le South Coast British Columbia Transportation Authority Police Service (en) (officier en chef), le Vancouver Police Department (chief constable), le West Vancouver Police Department (en) (chief constable), la ville de Québec (directeur) et la Sûreté du Québec (directeur général).
Dans la province de l'Ontario, un chef de police doit être un agent de police assermenté et donc avoir suivi une formation au Collège de police de l'Ontario (en) ou avoir effectué une période probatoire au sein d'une autre force de police reconnue (comme l'académie de la Gendarmerie royale du Canada appelée Depot). Cette exigence est inscrite dans la loi sur les services de police de l'Ontario. La loi stipule dans son article deux qu'un chef de police est un agent de police. L'article 44.2 de la LSP définit les exigences en matière de formation. Il y a eu un cas dans le service de police de Guelph, en Ontario, où un gestionnaire des ressources humaines a été promu au poste de chef adjoint mais a dû suivre une formation au CPO. Le candidat est sélectionné par un conseil des services de police.

### Chef adjoint
Les grades inférieurs au chef sont : chef adjoint (deputy chief), chef de police adjoint (deputy chief constable) et commissaire adjoint (deputy commissioner) ou directeur associé (associate director - Québec).

## Source de la traduction
- (en) Cet article est partiellement ou en totalité issu de l’article de Wikipédia en anglais intitulé « Chief of police » (voir la liste des auteurs).